# Oligia dinawa
Oligia dinawa là một loài bướm đêm trong họ Noctuidae.